# Accademia di belle arti di Catania
L'Accademia di belle arti di Catania è una scuola superiore per la formazione artistica. Dislocata su tre sedi, è stata istituita alla fine degli anni sessanta del XX secolo, il 17 dicembre del 1967 attivando il primo anno accademico nel 1968–69.

## Descrizione
Secondo l'offerta formativa (MIUR), l'accademia di belle arti etnea è compresa nel comparto universitario nel settore dell'alta formazione artistica e musicale (AFAM) e rilascia diplomi accademici di I livello (laurea) e di II livello (laurea magistrale). La riforma del "Comparto Alta Formazione Artistica, Musicale e Coreutica", avviata con la Legge n° 508/1999, ha condotto in ambito normativo all'equiparazione fra i titoli di studio accademici e quelli universitari e grazie alla recente Legge n° 228 del 24 dicembre 2012 sono state definitivamente stabilite le equipollenze.
I corsi di diploma accademico di primo livello hanno l’obiettivo di assicurare agli studenti un’adeguata padronanza di metodi e tecniche artistiche oltre che l’acquisizione di specifiche competenze disciplinari e professionali; quelli di secondo livello hanno l’obiettivo di svolgere una formazione di livello avanzato per l’acquisizione della piena padronanza di metodi e tecniche artistiche oltre che di competenze professionali elevate.
Direttore da novembre 2024 il professore Gianni Latino dopo la direzione del triennio 2021-2024. Viene dunque riconfermato direttore dell’Accademia di Belle Arti di Catania per il triennio 2024-27. 
Presidente da giugno 2020 al giugno 2026 è la professoressa Lina Scalisi. In precedenza, dal 2014 al 2020.